# Dactylorhynchus
Dactylorhynchus é um género botânico pertencente à família das orquídeas (Orchidaceae).